# Ми восени таки похожі…
«Ми восени таки похожі…» — вірш Тараса Шевченка, написаний ним 1849 року у Раїмі.

## Написання та публікація
Зберіглося декілька автографів вірша: чорновий автограф у альбомі 1846—1850 років; чистовий автограф у «Малій книжці»; чистовий автограф у «Більшій книжці». Автограф не датований.
Вірш датується за місцем автографа в альбомі 1846—1850 років серед творів 1849-го, а також за місцем у «Малій книжці» серед творів 1849-го (під № 18 у четвертому зшитку за 1849 рік), орієнтовно: вересень — початок жовтня 1849 року, Раїм.
Найраніший відомий текст — автограф в альбомі Шевченка 1846—1850 років, записаний між творами 1849-го. З цього автографа Шевченко після повернення з Аральської описової експедиції до Оренбурга, не раніше 1 листопада 1849-го і не пізніше 23 квітня 1850 року (дня арешту поета), переписав вірш без двох останніх рядків та з виправленням у рядку 29 до «Малої книжки». 1858 року, не раніше 18 березня і не пізніше 22 листопада, поет переписав вірш із значними виправленнями та переробками, зокрема з новим закінченням, з «Малої книжки» до «Більшої книжки», текст якої остаточний.
Вперше вірш надруковано у виданні: «Кобзарь Тараса Шевченка / Коштом Д. Е. Кожанчикова» 1867 року (СПб., стор. 431—432), за «Більшою книжкою» з пропуском рядків 23 — 24.
З «Малої книжки» текст було занесено до рукописного списку невідомої особи з окремими, за свідченням О. Я. Кониського, виправленнями Шевченка кінця 1850-х років, що належав Л. М. Жемчужникову і нині не відомий. Уривки, наведені з цього списку О. Я. Кониським відповідають тексту «Малої книжки», за винятком рядка 12, що відповідає тексту «Більшої книжки» («А річечка його взяла…»).

## Сюжет
Вірш навіяний сумними переживаннями поета-засланця під час зимівлі Аральської описової експедиції на Косаралі. В центрі твору — образ перекотиполя, що поступово розкривається як символ долі поета. Образ перекотиполя, «малої билини», доповнюється картинами осінньої природи, які викликають гаму почуттів і переживань — від почуття самотності до просвітленого піднесення над особистим, до бажання «весь світ обняти».